# Ліски (Володимирський район)
Ліски — село в Україні, у Оваднівській сільській громаді Володимирського району Волинської області. Населення становить 98 осіб (2001).

## Географія
Село розташоване на захід від річки Турія та на правому березі річки Золотуха. Понад східною частиною села, проходить автошлях Т 0302.

## Сьогодення
В сусідньому селі Руда тієї ж Оваднівської сільської громади (3 км) функціонує церква Різдва Пресвятої Богородиці, Православної церкви України. Кількість прихожан — 30 осіб.

## Історія
На Австрійських картах 1878—1880 років вперше позначено колонія Ліски. У 1906 році село Вербської волості Володимир-Волинського повіту Волинської губернії. Відстань від повітового міста 19 верст, від волості 10. Дворів 32, мешканців 193.
12 червня 2020 року, відповідно до розпорядження Кабінету Міністрів України № 708-р «Про визначення адміністративних центрів та затвердження територій територіальних громад Волинської області», увійшло до складу Оваднівської сільської територіальної громади.
19 липня 2020 року, в результаті адміністративно-територіальної реформи та ліквідації  Володимир-Волинського району(1940—2020), село увійшло до новоутвореного Володимир-Волинського району (від 18 липня 2022 Володимирського).

## Населення
Згідно з переписом УРСР 1989 року чисельність наявного населення села становила 128 осіб, з яких 54 чоловіки та 74 жінки.
За переписом населення України 2001 року в селі мешкало 98 осіб.

### Мова
Розподіл населення за рідною мовою за даними перепису 2001 року:
| Мова       | Відсоток |
| ---------- | -------- |
| українська | 99,00 %  |
| російська  | 1,00 %   |